# Guldbagge 1993
La 28ª edizione del Premio Guldbagge si è svolta a Stoccolma il 1º marzo 1993.

## Vincitori
Vengono di seguito indicati in grassetto i vincitori. Ove ricorrente e disponibile, viene indicato il titolo in lingua italiana e quello in lingua originale tra parentesi.
Miglior film
- Änglagård, regia di Colin Nutley
  - Min store tjocke far, regia di Kjell-Åke Andersson
  - Con le migliori intenzioni (Den goda viljan), regia di Bille August

Miglior regista
- Colin Nutley - Änglagård
  - Kjell-Åke Andersson - Min store tjocke far
  - Bille August - Con le migliori intenzioni (Den goda viljan)

Miglior attrice
- Pernilla August - Con le migliori intenzioni (Den goda viljan)
  - Tova Magnusson - Svart Lucia
  - Helena Bergström - Änglagård

Miglior attore
- Rolf Lassgård - Min store tjocke far
  - Thommy Berggren - Il figlio della domenica (Söndagsbarn)
  - Samuel Fröler - Con le migliori intenzioni (Den goda viljan)

Migliore sceneggiatura
- Ingmar Bergman - Con le migliori intenzioni (Den goda viljan)
  - Kjell-Åke Andersson e Magnus Nilsson - Min store tjocke far
  - Colin Nutley - Änglagård

Migliore fotografia
- Tony Forsberg - Il figlio della domenica (Söndagsbarn)
  - Jens Fischer - Svart Lucia e Änglagård
  - Jörgen Persson - Con le migliori intenzioni (Den goda viljan)

Miglior film straniero
- Mariti e mogli (Husbands and Wives), regia di Woody Allen
  - Lanterne rosse (Dà Hóng Dēnglóng Gāogāo Guà), regia di Zhāng Yìmóu
  - Pomodori verdi fritti alla fermata del treno (Fried Green Tomatoes), regia di Jon Avnet

Premio per il contributo creativo
- Anna Asp, scenografa
- Ernst Günther, attore e regista
- BUFF Filmfestival